# أتيلا بورسوس
أتيلا بورسوس (بالمجرية: Borsos Attila)‏ (مواليد 1966) هو لاعب كرة يد مجري، ولد في بودابست . ولعب في منتخب المجر لكرة اليد، وشارك في الألعاب الأولمبية الصيفية 1992 ، حيث احتلت المجر المركز السابع بعد فوزها على منتخب رومانيا لكرة اليد في المباراة النهائية. 

## روابط خارجية
- أتيلا بورسوس على موقع أوليمبيديا (الإنجليزية)